# Паратетис
| система                                                                          | отдел      | ярус          | Ниж. граница, млн лет |
| -------------------------------------------------------------------------------- | ---------- | ------------- | --------------------- |
| Антропоген                                                                       | Плейстоцен | Гелазский     | 2,58                  |
| Неоген                                                                           | Плиоцен    | Пьяченцский   | 3,600                 |
| Неоген                                                                           | Плиоцен    | Занклский     | 5,333                 |
| Неоген                                                                           | Миоцен     | Мессинский    | 7,246                 |
| Неоген                                                                           | Миоцен     | Тортонский    | 11,63                 |
| Неоген                                                                           | Миоцен     | Серравальский | 13,82                 |
| Неоген                                                                           | Миоцен     | Лангский      | 15,98                 |
| Неоген                                                                           | Миоцен     | Бурдигальский | 20,45                 |
| Неоген                                                                           | Миоцен     | Аквитанский   | 23,04                 |
| Палеоген                                                                         | Олигоцен   | Хаттский      | больше                |
| Деление и золотые гвозди в соответствии с IUGS по состоянию на декабрь 2024 года |            |               |                       |

| система                                                                          | отдел    | ярус          | Нижняя граница, млн лет |
| -------------------------------------------------------------------------------- | -------- | ------------- | ----------------------- |
| Неоген                                                                           | Миоцен   | Аквитанский   | 23,04                   |
| Палеоген                                                                         | Олигоцен | Хаттский      | 27,3                    |
| Палеоген                                                                         | Олигоцен | Рюпельский    | 33,9                    |
| Палеоген                                                                         | Эоцен    | Приабонский   | 37,71                   |
| Палеоген                                                                         | Эоцен    | Бартонский    | 41,03                   |
| Палеоген                                                                         | Эоцен    | Лютетский     | 48,07                   |
| Палеоген                                                                         | Эоцен    | Ипрский       | 56,0                    |
| Палеоген                                                                         | Палеоцен | Танетский     | 59,24                   |
| Палеоген                                                                         | Палеоцен | Зеландский    | 61,66                   |
| Палеоген                                                                         | Палеоцен | Датский       | 66,0                    |
| Мел                                                                              | Верхний  | Маастрихтский | больше                  |
| Деление и золотые гвозди в соответствии с IUGS по состоянию на декабрь 2024 года |          |               |                         |

Паратетис (от англ. Paratethys) — древнее эпиконтинентальное море (океан), появившееся в результате столкновения Африки и Аравийской плиты с Евразией. Столкновение, начавшееся около 40 миллионов лет назад в эоцене и продолжающееся до сих пор, воздвигло горные цепи — среди них Альпы, Карпаты, Динариды, Балканиды, Понтийские горы, Кавказ, Копетдаг (см. также Эпоха альпийской складчатости) — разделившие океан Тетис на две части: южную — около-Средиземноморскую, и северную — паратетическую (от англ. Paratethyan). 
```
Последствием тектонических процессов у зоны контакта Африканского и Евразийского континентов и утраты глубоководной связи океанов стала полная смена циркуляции воды в Мировом океане. Началось резкое термическое разделение вод на прогретую поверхностную оболочку и очень холодные глубинные воды, опускавшиеся туда в полярных регионах. Тренд изменений глобального климата сменился на похолодание с эпизодическим образованием полярных ледниковых шапок, что определяло колебания уровня Мирового океана
[
3
]
.
```

Паратетис характеризовался прогрессирующими фрагментацией, ограничением связи бассейнов с Мировым океаном и заполнением отложениями, в основном, из-за тектоники. На этом фоне история Паратетиса в основном определялась его связями с океанами. При их расширении Паратетис заселялся морскими организмами. При закрытии проливов Паратетис превращался в огромное озеро, которое при положительном водном балансе начинало расширяться и опресняться, а при отрицательном — сокращаться, в нём появлялись соленосные заливы и лагуны. Морская биота при этом погибала, а немногие организмы, способные выдерживать резкие изменения солевого, ионного и кислородного режимов, давали начало солоноватоводным специфичным (эндемичным) группам фауны.
Термин «Паратетис» введён в 1924 году русским геологом Владимиром Ласкаревым, предположившим существование этого ныне исчезнувшего моря после изучения специфического характера фауны моллюсков Венского, Штирийского, Паннонского, Дакийского и Черноморского бассейнов.

## Состав
Паратетис делился на Западный, Центральный и Восточный, включавшие в себя следующие тектонические впадины:
- Западный Паратетис — Предальпийский[англ.] краевой прогиб во Франции, Швейцарии, Южной Германии и Верхней Австрии.
- Центральный Паратетис — Предкарпатский краевой прогиб от Нижней Австрии до Молдовы и Паннонская система впадин: Паннонская, Венская, и Трансильванская впадины.
- Восточный Паратетис — Дакийская впадина — краевой прогиб Южных Карпат — и впадины Чёрного, Каспийского, и Аральского морей.

При этом восточная часть Предкарпатского прогиба к концу среднего миоцена трансформировалась, сменив гео- и гидродинамический режим Центрального Паратетиса на Восточный Паратетис. Это совпало с распадом Центрального Паратетиса и выделением Паннонского моря, ограниченного системой Паннонских впадин. 

## Региональные ярусы Паратетиса. Проблемы корреляции
В стратиграфии бассейнов Западного, Центрального и Восточного Паратетиса используются региональные ярусы, которые определяются на основе характерных эндемичных фаун (в основном моллюсков и остракод). 
```
Предположительно, большинство границ региональных ярусов Паратетиса не соответствуют никаким изменениям глобального уровня моря
[
9
]
.
```

Стратиграфические шкалы, построенные с использованием региональных ярусов, в общем случае не могут быть использованы для установления корреляции ни с глобальной геостратиграфической шкалой, ни между отдельными впадинами.
Установление таких корреляций обычно являются предметом горячих споров, так как магнитостратиграфические исследования, как правило, противоречивы, а радиоизотопные определения возраста редки. Как следствие, возраст границ паратетического яруса может различаться более чем на миллион лет в различных временных шкалах.
```
Особые дискуссии вызывают вопросы длительности стратиграфических подразделений, включая конкское время, а также положение мэотического и понтического региоярусов по отношению к мессинию
[
14
]
.
```

| ИсточникиЯрусы региональные | Steininger, Rögl 1984 | Невесская и др. 2003 | Трубихин, Пилипенко 2011 | Krijgsman et al. 2010 Vasiliev et al. 2011 | Gozhyk et al. 2015 |
| --------------------------- | --------------------- | -------------------- | ------------------------ | ------------------------------------------ | ------------------ |
| Киммерий                    | ~5,8                  | ~5,15                | 5,4—5,2                  | 5,6                                        | ~6,3               |
| Понт                        | ~9,4                  | 7,25 (=мессиний)     | 6,15                     | 6,04                                       | ~7,30              |
| Мэотис                      | ~10                   | ~9,3                 | ~7,6                     | 8,6-8,2                                    | ~10,2              |

## Геологическая история
13,4—12,65 миллионов лет назад (конкский региональный ярус Восточного Паратетиса (Konkian) — поздний баденский ярус в области Центрального Паратетиса, ранний серравальский ярус) Паратетис имел лишь узкую связь с Индийским океаном через так называемый пролив Аракс в районе современной Армении и через Месопотамский бассейн. Систематизация данных о биостратиграфическом расчленении караганского и конкского региональных ярусов Восточного Паратетиса и применение фораминиферового анализа свидетельствуют о том, что опреснённый караганский бассейн сменился новым конкским этапом развития бассейна, что подтверждается появлением в эрвилиевых (Ervilia) и фоладовых (Pholas) слоях на границе караган-конкских отложений незначительного количества нормально-морских фораминифер.

Палеогеографические реконструции Тетиса и Паратетиса
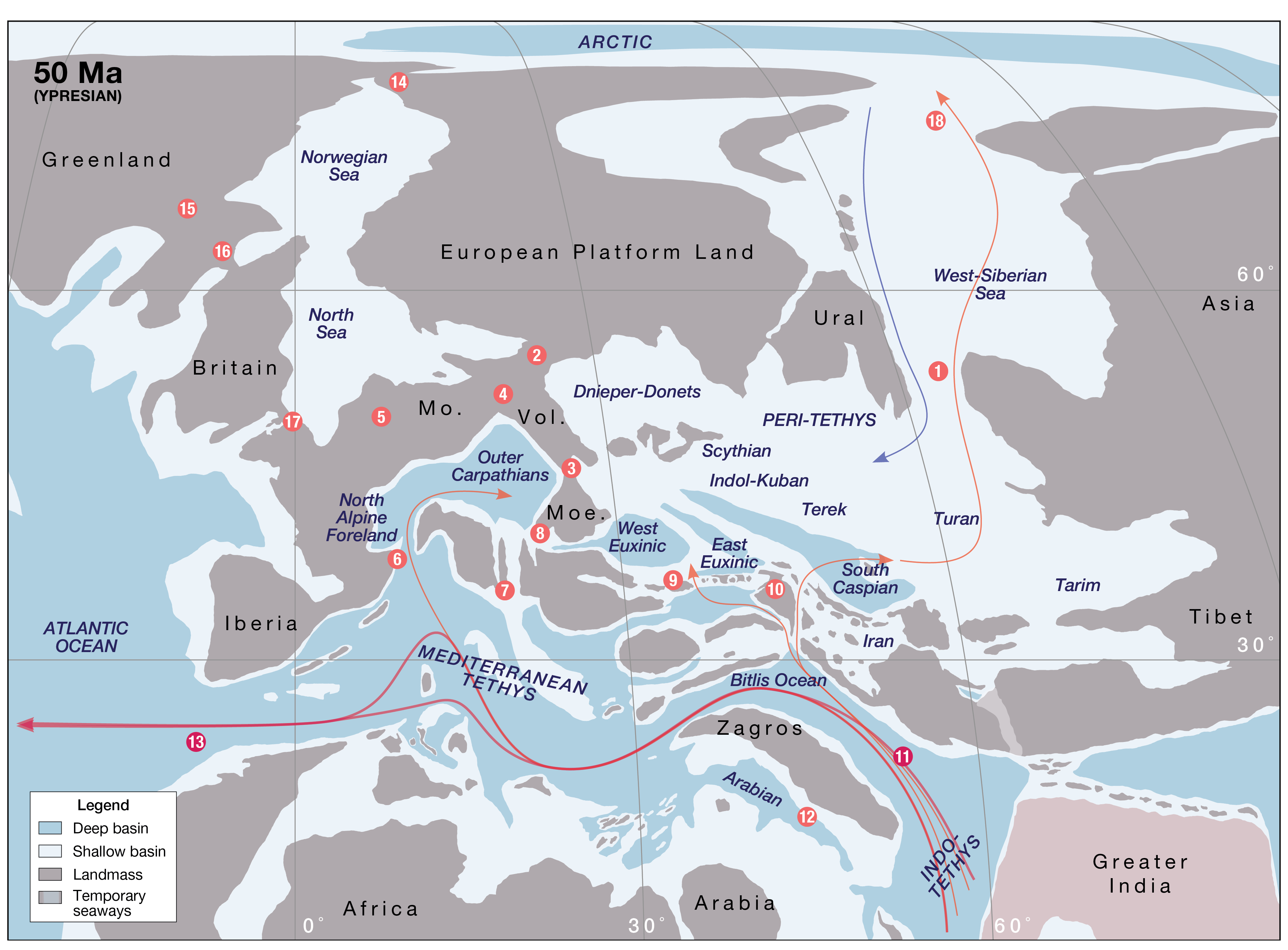
Палеогеография региона Тетис 50 млн лет назад, ипрский век, ранний эоцен.
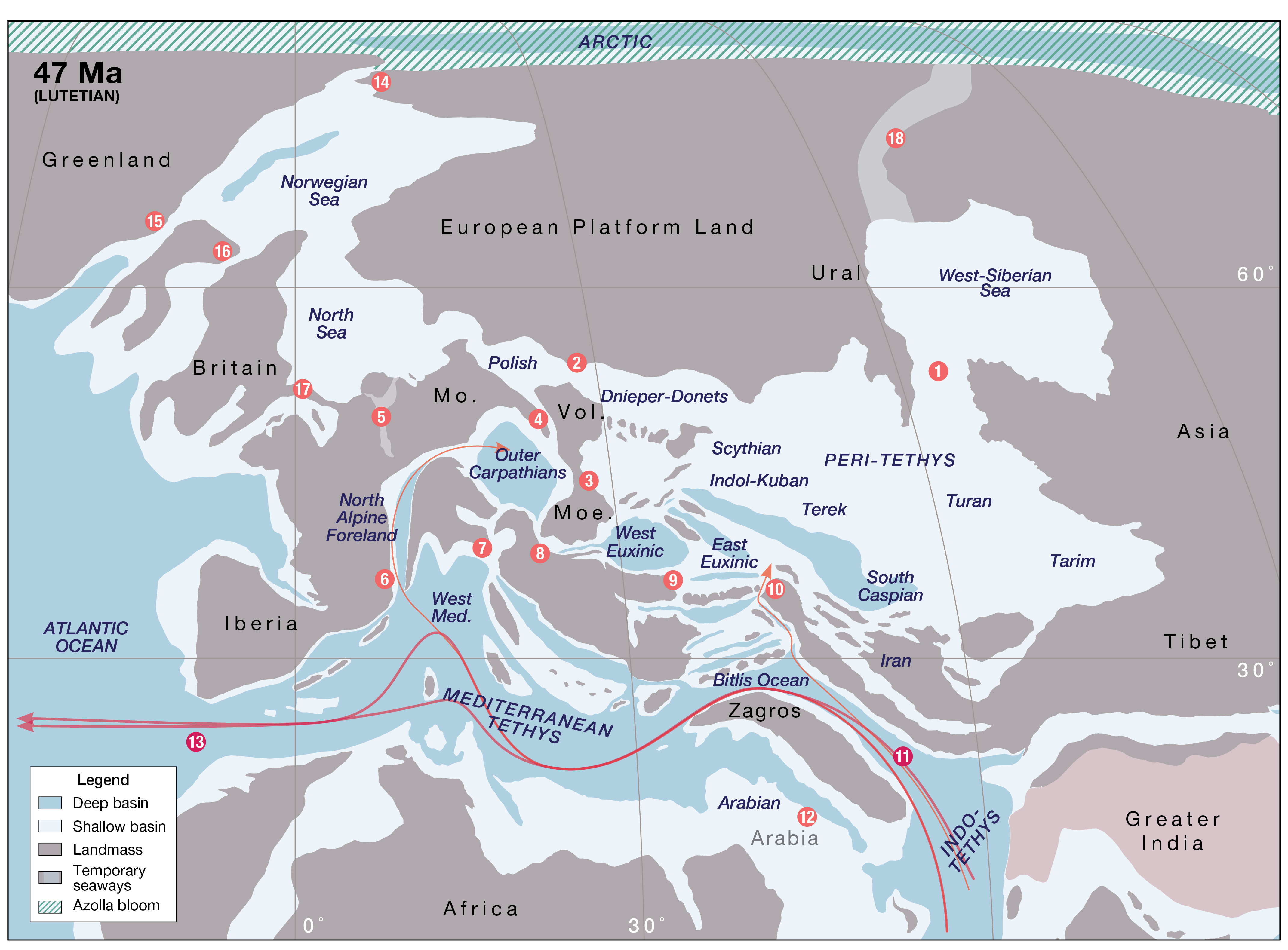
Палеогеография региона Тетис 47 млн лет назад лютетский век, эоцен.
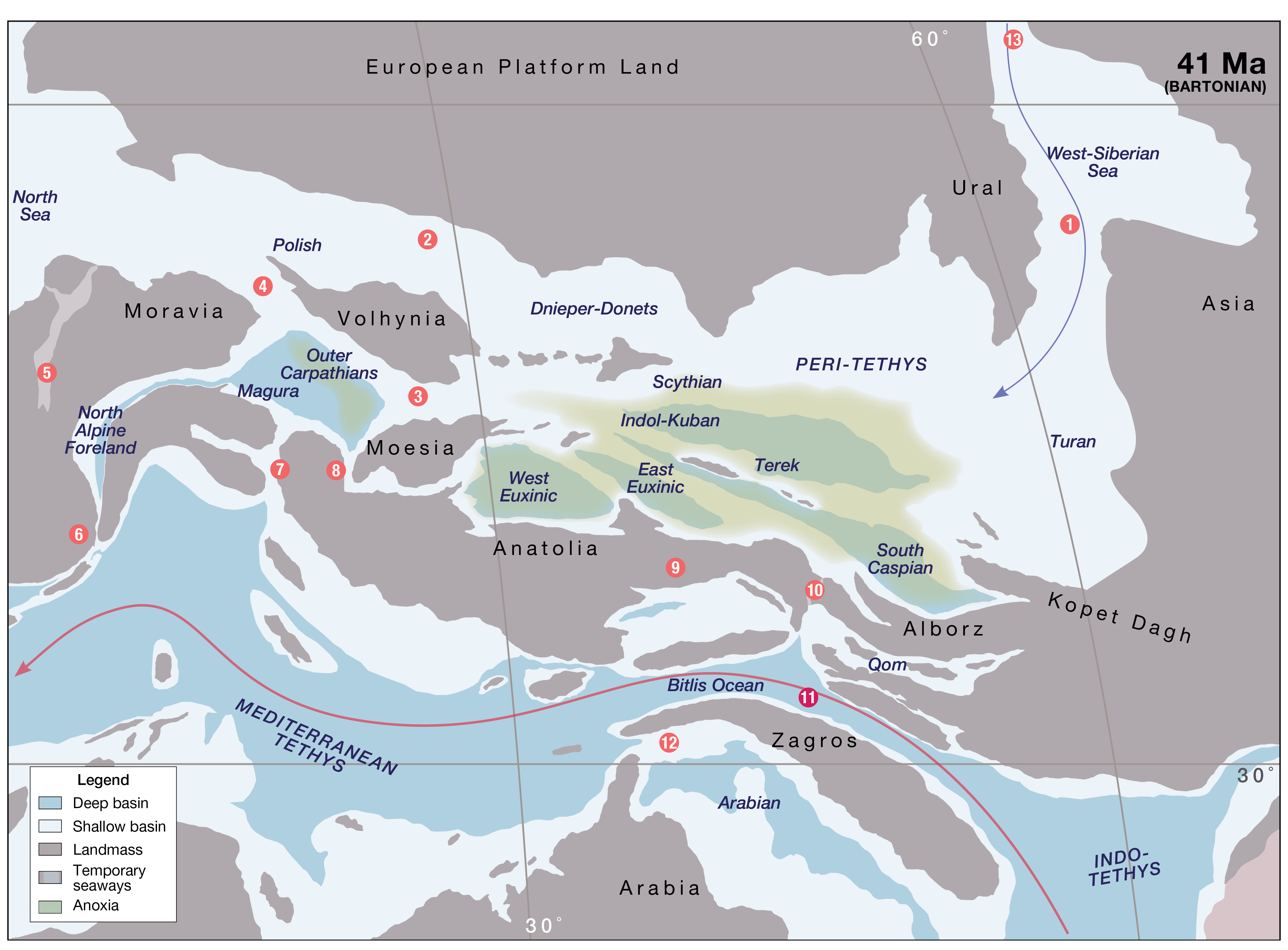
Палеогеография региона Тетис 41 млн лет назад, бартонский век, эоцен.
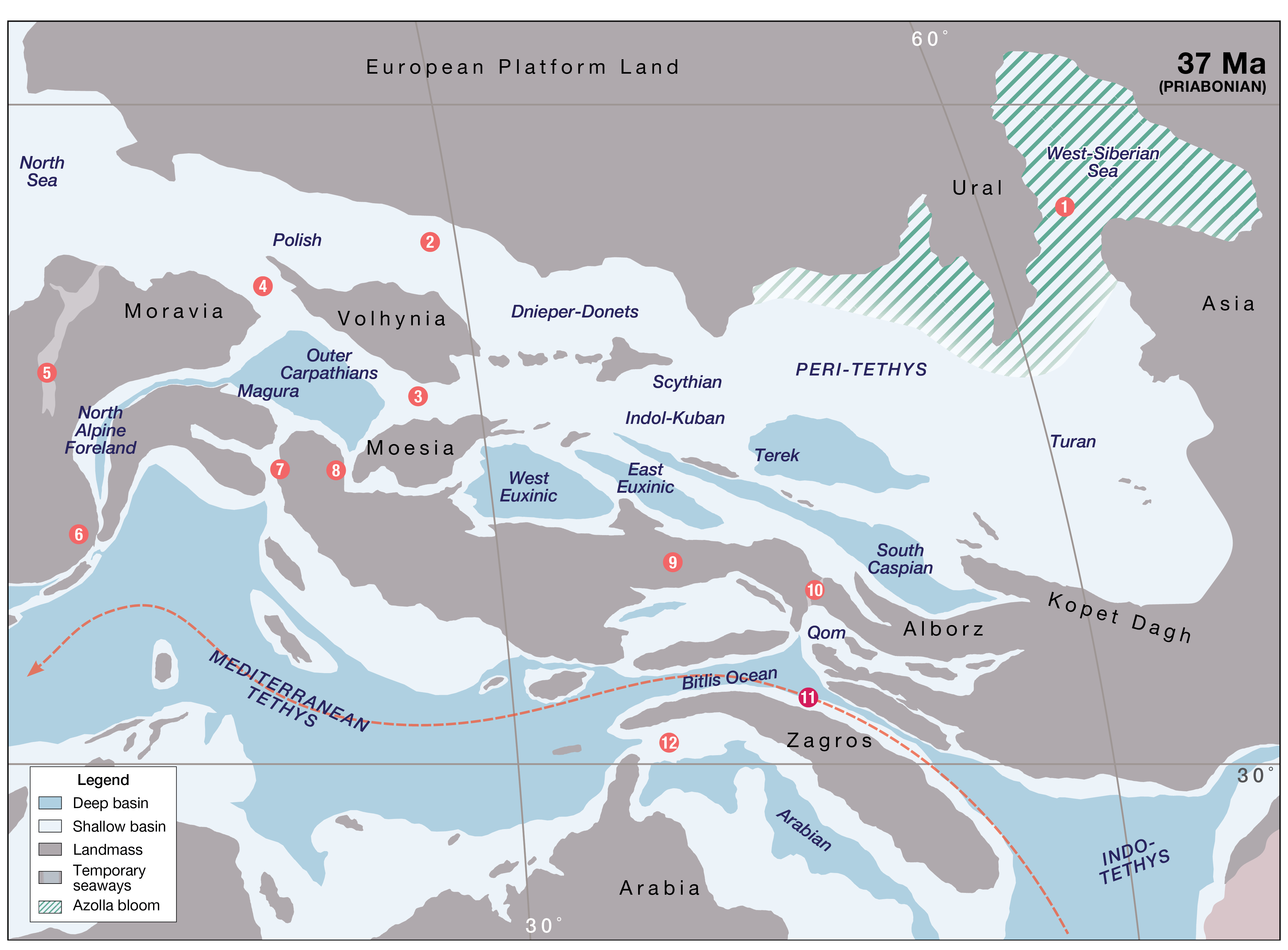
Палеогеография региона Тетис 37 млн лет назад, приабонский век, поздний эоцен.
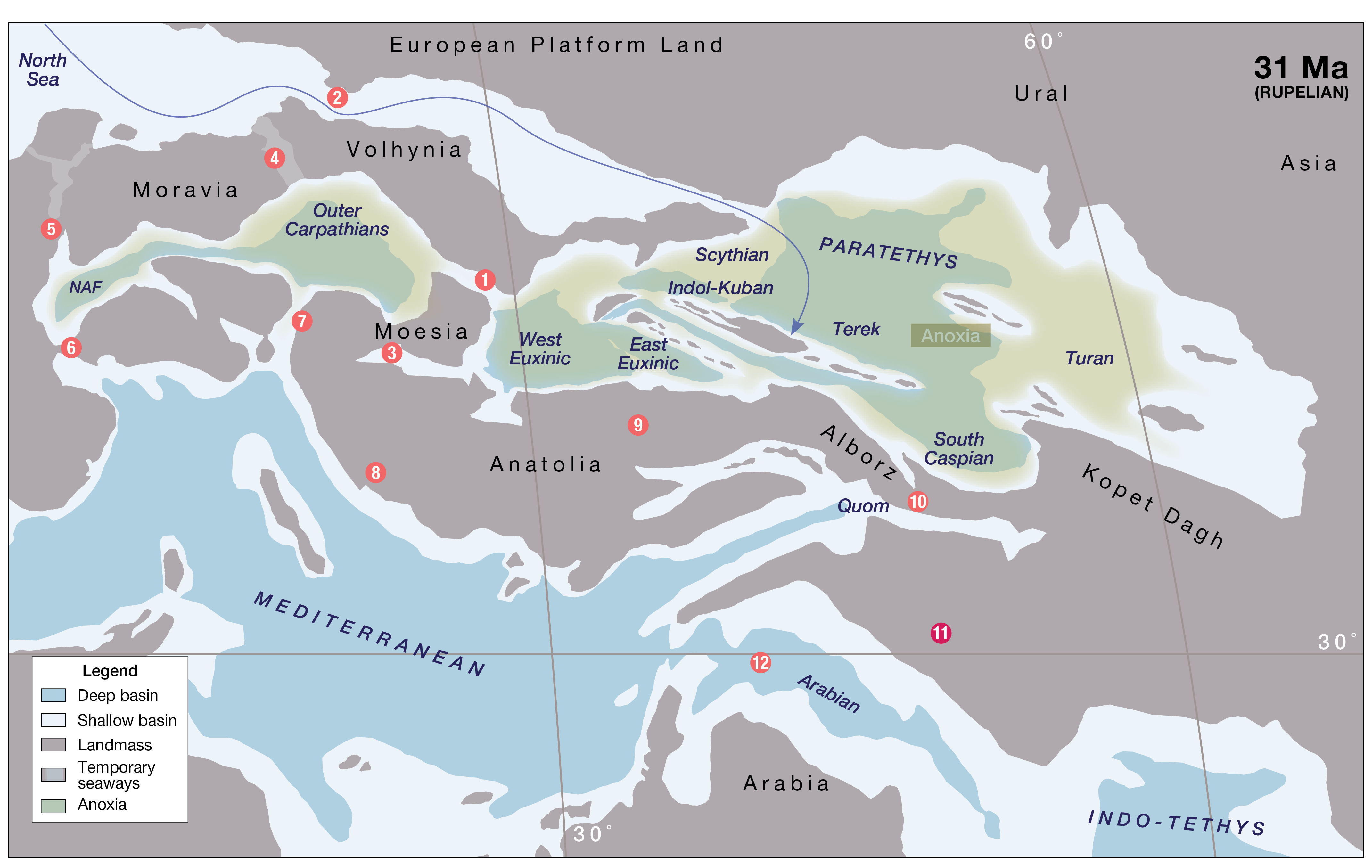
Палеогеография региона Тетис 31 млн лет назад, рюпельский век, олигоцен.
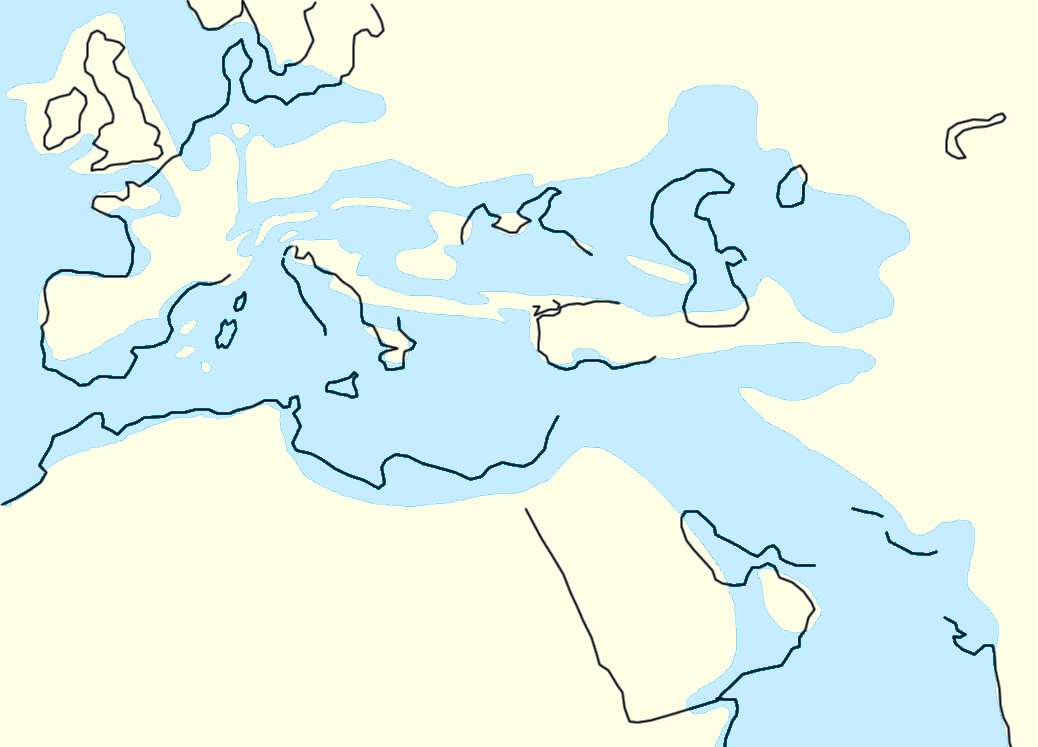
Море Неотетис 33,9—28,4 млн лет назад, рюпельский век, олигоцен.
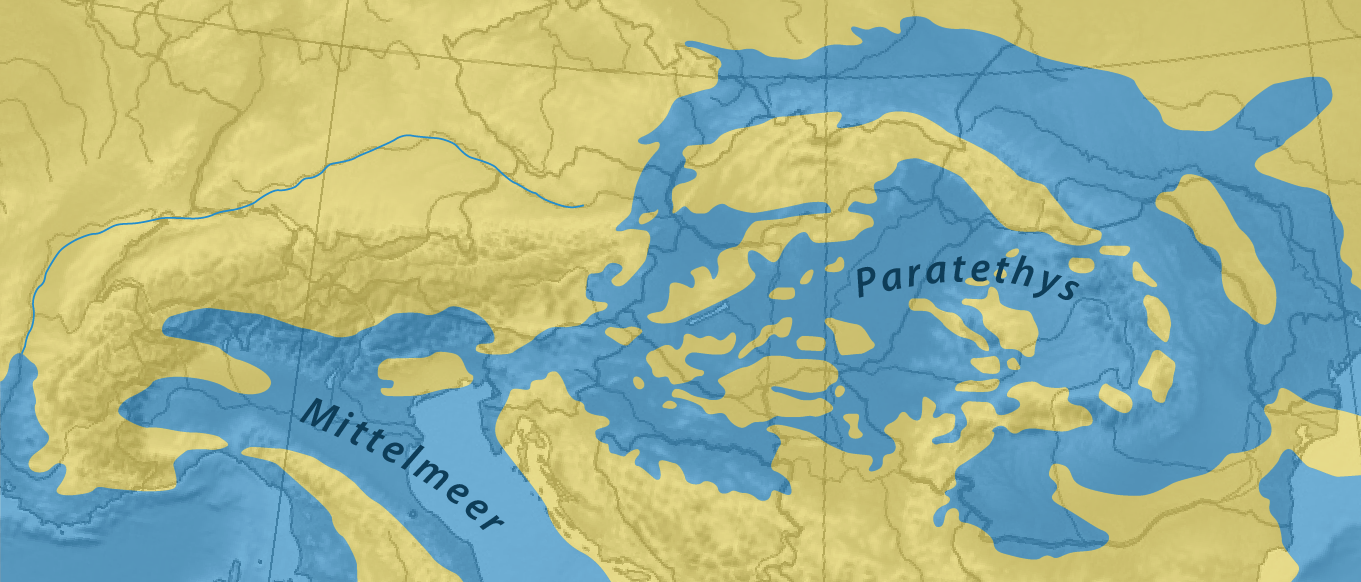
Центральный Паратетис 17—13 млн лет назад, лангский — серравальский века, миоцен
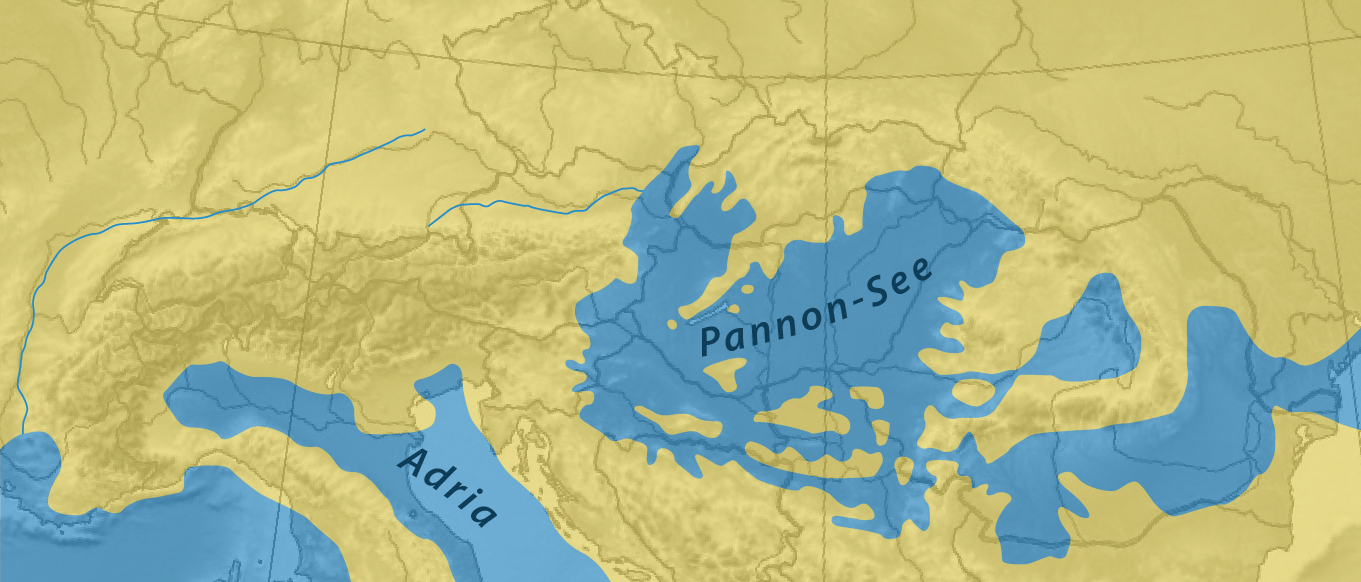
Центральный Паратетис 11 млн лет назад, начало мессинского века, миоцен
- Паратетис 11.6 млн лет назад, конец тортонского века, поздний миоцен

## Фауна
Вплоть до 10—5 млн лет назад в восточной части Паратетиса, обособившейся как Сарматское море, встречались усатые киты цетотерии (Cetotherium), их ископаемые остатки обнаружены в частности на территории Юга Украины (Херсонской, Николаевской, Одесской, Запорожской областей, в Крыму), на Северном Кавказе и в Предкавказье (Ставропольский край, Краснодарский край, Майкоп). Около 13 млн лет назад из Южной Азии в Центральную Европу (Альгой) и Восточную Африку проникли выдровые рода вишнуоникс (Vishnuonyx).

## В массовой культуре
В 2023 году Паратетис включили в Книгу рекордов Гиннесса как самое большое озеро в истории Земли.